# Gero Götz
Gero Götz (* 8. November 1969) ist ein deutscher Jurist. Er ist seit 4. Oktober 2016 Richter am Bundesgerichtshof.

## Leben und Wirken
Götz war nach Abschluss seiner juristischen Ausbildung zunächst vier Jahre als Rechtsanwalt tätig, bevor er 2002 in den Justizdienst des Landes Nordrhein-Westfalen eintrat. Dort war er zunächst beim Landgericht Dortmund und Landgericht Arnsberg sowie den Amtsgerichten Brilon und Soest tätig. 2003 wurde er zum Richter am Landgericht Arnsberg ernannt. 2006 bis 2009 war er als wissenschaftlicher Mitarbeiter an den Bundesgerichtshof abgeordnet. 2009 erfolgte seine Ernennung zum Richter am Oberlandesgericht in Hamm. 2011 bis 2014 war er als wissenschaftlicher Mitarbeiter an das Bundesverfassungsgericht und seit 2015 an das Justizministerium des Landes Nordrhein-Westfalen abgeordnet. Götz ist promoviert.
Das Präsidium des Bundesgerichtshofs wies Götz dem vornehmlich für das Erbrecht sowie das Versicherungsvertragsrecht zuständigen IV. Zivilsenat zu. Seit dem 1. August 2021 ist er zusätzlich dem als Hilfssenat eingerichteten VIa-Zivilsenat zugewiesen.